# Hérimoncourt
Hérimoncourt je francouzská obec v departementu Doubs v regionu Burgundsko-Franche-Comté. V roce 2013 zde žilo 3 626 obyvatel.

## Poloha obce
Sousední obce jsou: Abbévillers, Meslières, Roches-lès-Blamont, Seloncourt, Vandoncourt a Thulay.

## Vývoj počtu obyvatel
Počet obyvatel